# Негодяев (фамилия)
Негодяев — русская фамилия, которая изначально была отчеством от дохристианского личного имени Негодяй.
Данное имя в значении «непригодный к чему-либо» не имело оскорбительного оттенка, а в исторических документах оно используется и как нейтральное, и как почётное. Его происхождение связывают с суеверными попытками отгородить ребёнка от недобрых духов, которые, по преданиям, могли похищать хороших детей. Аналогичную функцию выполняли имена, которые в настоящее время играют роль оскорблений, например Дурак или Некрас. Отчества от этих фамилий в дальнейшем превратились в фамилии Дураков и Некрасов. Слово Негодяй в форме личного имени, прозвища и фамилии зафиксировано в Астрахани, Дмитрове, Вологде, Новгороде, Переяславле, Ростове, Рязани с XV по XVIII века.